# Зоркий (эсминец, 1960)
«Зоркий» — эскадренный миноносец проекта 57-бис, построенный для Советского Военно-Морского Флота в конце 1950-х годов. В 1966 году переклассифицирован в большой ракетный корабль. После модернизации по проекту 57-А переклассифицирован в большой противолодочный корабль. В 1992 году переклассифицирован в сторожевой корабль.

## История
9 апреля 1958 года «Зоркий» был зачислен в списки кораблей ВМФ СССР, и 17 апреля 1959 года заложен на ленинградском заводе им. Жданова по проекту 57-бис и 30 апреля 1960 года спущен на воду. Вступил в строй 30 сентября 1961 года.
14 октября 1961 года корабль вошёл в состав Балтийского флота ВМФ СССР. В 1966 году «Зоркий» завоёвывал приз Главнокомандующего ВМФ по ракетной подготовке (в составе КУГ). 19 мая 1966 года переклассифицирован в большой ракетный корабль (БРК).
В период с 29 мая 1969 по 31 декабря 1971 года «Зоркий» был модернизирован и перестроен по проекту 57-А. 27 октября 1971 года переклассифицирован в большой противолодочный корабль (БПК).
В период с декабря 1972 по февраль 1973 года корабль с деловым визитом посетил Кубу. 
С 12 по 17 ноября 1974 года нанёс визит в Осло (Норвегия). В период с 12 по 17 апреля 1979 года корабль посетил Бисау (Гвинея-Бисау). В период с 10 февраля 1984 года по 17 февраля 1987 года «Зоркий» прошёл капитальный ремонт на судоремонтном заводе № 35 в Мурманске.
1 июня 1992 года большой противолодочный корабль «Зоркий» был переклассифицирован в сторожевой корабль. 30 июня 1993 года «Зоркий» был исключён из состава Военно-Морского Флота России в связи со сдачей в ОРВИ для разоружения, демонтажа и реализации. 31 декабря экипаж «Зоркого» был расформирован. 18 июля 1995 года корпус корабля был продан американской фирме для разделки на металл.

## Бортовые номера
- 964 (не позднее 1971 года)[1];
- 554 (не ранее 1972 года)[1].
- 290 (во время визита на Кубу)[1].
- 558 (не ранее 1971 года)[1].
- 267 (1961),
- 036 (57 бис),
- 237,
- 185 (1967),
- 945 (1969),
- 546 (1979),
- 553,
- 888.

## Командиры
Капитан 2 ранга Гусев Владимир Алексеевич, 1959–1964
Капитан 2 ранга Подельщиков Владимир Дмитриевич, 1964–1968
Капитан 2 ранга Кищенко Леонид Александрович, 1968-1971
Капитан 2 ранга Саушев Рэм Александрович, 1971-1975
Капитан 3 ранга Глагола Павел Андреевич, 1975–1977
Капитан 3 ранга Собгайда Владимир Андреевич, 1977–1978
Капитан 3 ранга Правиленко Валерий Григорьевич, 1978–1984
Капитан 3 ранга Мачулин Александр Борисович, 1984–1985
Капитан 3 ранга Мананцев Алексей И., 1984-1985